# Fernand Dorais

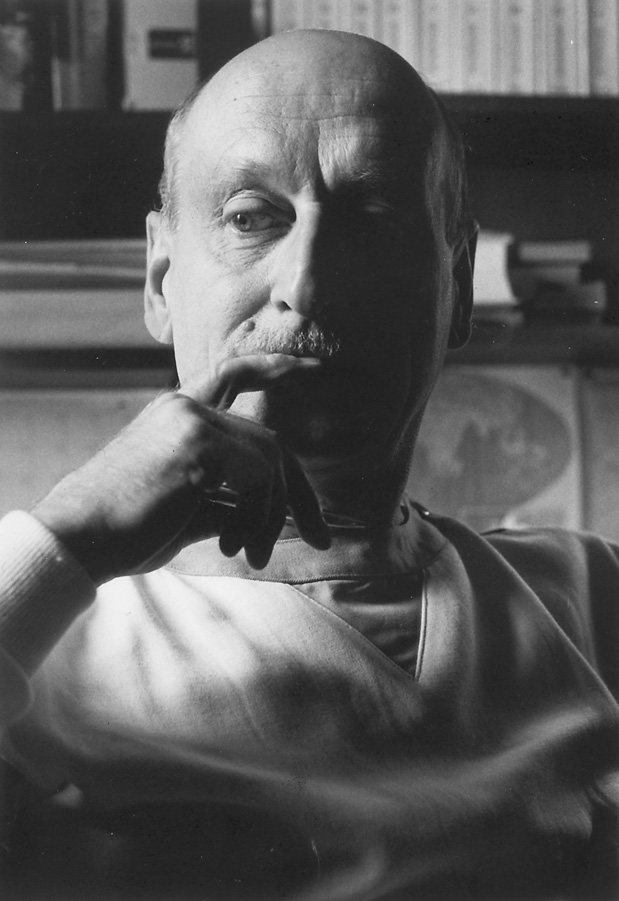
Fernand Dorais

Fernand Dorais (* 8. März 1928 in Saint-Jean-sur-Richelieu; † 16. Januar 2003 in Saint-Jérôme, Quebec) war ein kanadischer römisch-katholischer Theologe, Romanist und Autor.

## Leben
Fernand Dorais studierte römisch-katholische Theologie und Romanistik an der Universität Montreal, an der Columbia University und an der Sorbonne. Dorais lehrte an der Collège Sainte-Marie de Montréal, am Collège Lionel-Groulx und an der Laurentian University in Greater Sudbury, wo er bis 1993 als Hochschullehrer Französische Literatur unterrichtete. Dorais outete sich als homosexueller Mann.

## Schriften (Auswahl)
- 1963: Mon babel
- 1970: Un temps des poètes a-temporel. À propos d'un livre de Gilles Marcotte: Le temps des poètes
- 1975: Hermaphrodismes (als Tristan Lafleur)
- 1984: Entre Montréal ...et Sudbury
- 1990: Témoins d'errances en Ontario français
- 2011–2016: Le recueil de Dorais (drei Bände)